# Chevrolet Agile
Chevrolet Agile ― субкомпактний автомобіль, що вироблявся Chevrolet в Аргентині з 2009 по 2016 роки. 

## Опис

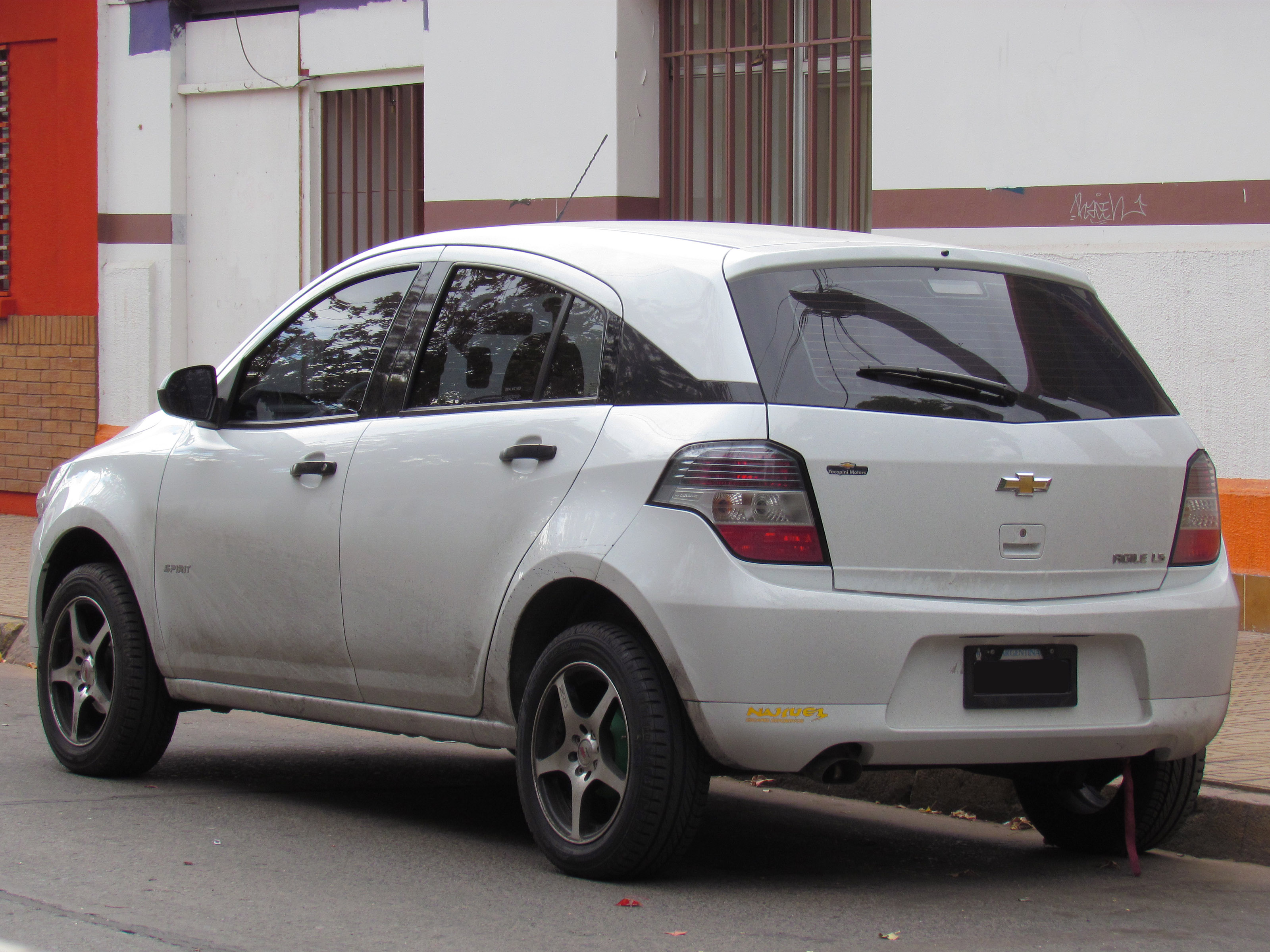
Chevrolet Agile (2009-2013)

Створений на базі концепта GPiX Concept, представленого на автосалоні в Сан-Паулу в 2008 році, Agile почав продаватися в 2009 році і конкурував з Volkswagen Fox.
Побудований на базі Opel Corsa B початку 1990-х років, Agile випускався лише як 5-дверний хетчбек на відміну від аналогічного Chevrolet Celta, який пропонувався як хетчбек та седан. 
У серпні 2013 року була представлена оновлена версія Agile. Цей редизайн трохи торкнувся інтер'єру, який отримав багатофункціональне кермо (тільки для версії LTZ), нову оббивку і зміни в панелі приладів. Зовні зміни торкнулися фар, бамперів, решітки радіатора та передьої частини. Задня частина також була змінена, додані світловідбиваючі бампери та контактні зони для паркувальних маркерів із чорного пластику. Легкосплавні диски також були модифіковані у версії LTZ.

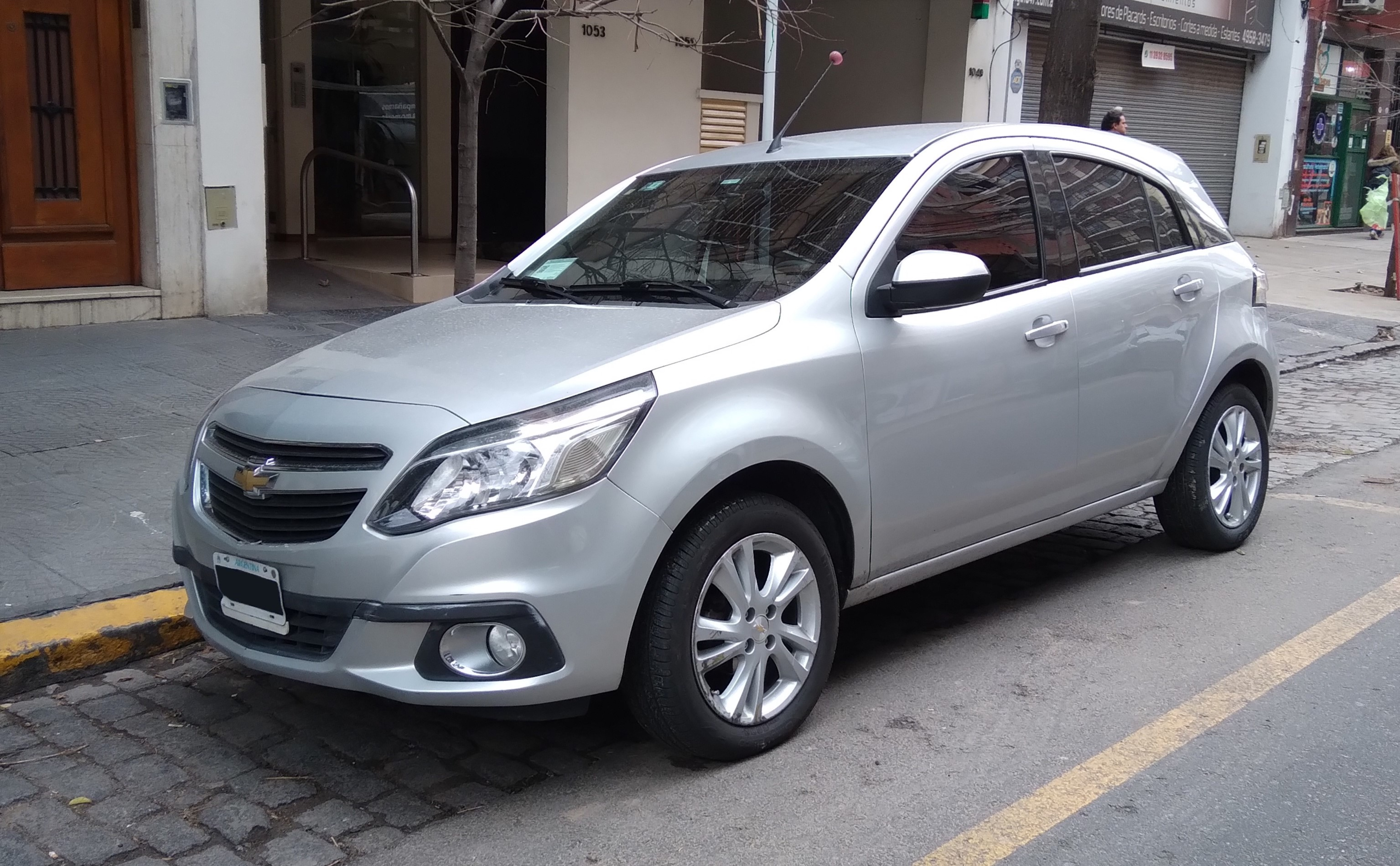
Chevrolet Agile (2013-2016)

Оновлений Agile продовжував пропонувати той самий бензиновий двигун 1.4 8v 92 к.с. разом із п’ятиступінчастою механічною коробкою передач.
Окрім ABS і подвійних передніх подушок безпеки в якості стандартного обладнання, не було внесено жодних структурних змін, незважаючи на те, що його класифікували як нестабільний після краш-тесту, проведеного в минулому Latin NCAP.
Agile був доступний у двох комплектаціях; LT і LTZ, з базовим LS на деяких ринках. На моделі LTZ доступна антиблокувальна система. З рестайлінгом Agile у 2013 році було додано новий спортивний верхній рівень комплектації (під назвою Effect). Його перестали випускати у 2015 році.
Chevrolet Agile у найпростішій конфігурації для латиноамериканського ринку без подушок безпеки та ABS був оцінений Latin NCAP як абсолютно небезпечний у 2013 році, отримавши нуль зірок для дорослих пасажирів і дві зірки для дітей. 
Agile був замінений на Onix в 2016 році.

## Двигуни
1,4 л N14YF I4 (бензин або етанол) 92 к.с. 120 Нм (більшість ринків Південної Америки), 97 к.с. 129 Нм (Бразилія), 102 к.с. 132 Нм (етанол)

## Продажі
| рік  | Бразилія |
| ---- | -------- |
| 2009 | 14 394   |
| 2010 | 67 703   |
| 2011 | 73 250   |
| 2012 | 54 052   |
| 2013 | 30 123   |
| 2014 | 9831     |
| 2015 | 50       |